# Hoof (Welkenraedt)
Pour les articles homonymes, voir Hoof.
Hoof est un hameau de Belgique, situé dans la commune de Welkenraedt en province de Liège (Région wallonne). 
Avant la fusion des communes de 1977, Hoof faisait déjà partie de la commune de Welkenraedt.

## Situation  et description
Ce hameau du Pays de Herve étire ses habitations le long d'une route de campagne reliant le hameau d'Auweg à Welkenraedt dont le centre se trouve à 4,5 km à l'est.
Les prairies qui s'étendent le long du hameau sont bordées au sud par la forêt domaniale de Grünhaut d'une superficie de 124 ha.
L'autoroute E40 traverse la partie nord de cette forêt en passant ainsi à quelques hectomètres du hameau.
Quelques fermes sont implantées au nord du hameau. Parmi celles-ci, on peut citer la ferme Sand située sur le chemin menant à Hockelbach.